# Куприянова, Людмила Андреевна
Людми́ла Андре́евна Куприя́нова (сентябрь 1914—13 января 1987) — палинолог и систематик, доктор биологических наук. Была основательницей Лаборатории палинологии в Ботаническом институте им. В. Л. Комарова РАН в Санкт-Петербурге (Ленинграде).

## Биография
Дочь потомственного почётного гражданина домовладельца Андрея Ивановича Куприянова, происходившего из старообрядческой семьи из окрестностей города Буя Костромской губернии, и Елены Константиновны Степановой, из петербургских купцов. Замужем с 1934 года за Евгением Григорьевичем Бобровым, сыновья Андрей (род. 1936, кандидат биологических наук, работал в Ботаническом институте) и Александр (род. 1940, инженер-химик). Фамилии в замужестве не меняла.
Более пятидесяти лет Л. А. Куприянова проработала в Ботаническом институте им. В. Л. Комарова, долгие годы руководила созданной ей лабораторией палинологии. Она одной из первых осознала необходимость создания справочной коллекции пыльцы и спор. Результатом многолетней работы возглавляемого ей коллектива стала широко известная Палинотека (хранилище образцов пыльцы) Ботанического института, которая к настоящему времени (2011 год) содержит 21 000 препаратов пыльцы и спор.
Л. А. Куприянова опубликовала более двухсот статей, посвящённых систематике растений, истории флор и строению пыльцы. Её первые работы были посвящены таксономической обработке нескольких родов растений Leonurus, Linaria, Lotus, Panzeria и т. д. для «Флоры СССР». Её первая научная статья о пыльце розовых вышла в 1940 году. В 1948 году она опубликовала исчерпывающее стостраничное исследование «Морфология пыльцы и филогения однодольных», которое считают важным достижением в исследуемой области. Темой своей диссертации она избрала палинологию Amenthaceae (семейство серёжкоцветных, ныне разделено на семейства Ивовые, Берёзовые, Буковые, Ореховые, Восковницевые). Она была одним из пионеров использования электронной микроскопии (как трансмиссионной, так и сканирующей) в изучении строения пыльцы растений из родов Allium, Chloranthus, Cousinia, Liquidambar, Nelumbo и Nymphaea. Л. А. Куприянова описала Нотофаговые как отдельное семейство цветковых растений порядка Букоцветные.
В 1968 году была награждена Международной медалью Гуннара Эрдтмана..
Была активным участником многочисленных международных ботанических и геологических конгрессов. Она была всемирно признанным экспертом-палинологом: её приглашали в редакционные советы ряда международных изданий, например, Pollen et Spores (Франция), Review of Palaeobotany & Palynology (Голландия) и World Pollen and spores (Швеция).
Скончалась 13 января 1987 года в Ленинграде от приступа сердечной болезни. Похоронена на Богословском кладбище.

## Память
Именем Л. А. Куприяновой названы:
- Татьяна Валерьевна Крестовская назвала в честь Л. А. Куприяновой вид пустырника, рода, изучением которого занималась Людмила Андреевна, — Leonurus kuprijanoviae Krestovsk., 1988.